# Mike Lynch

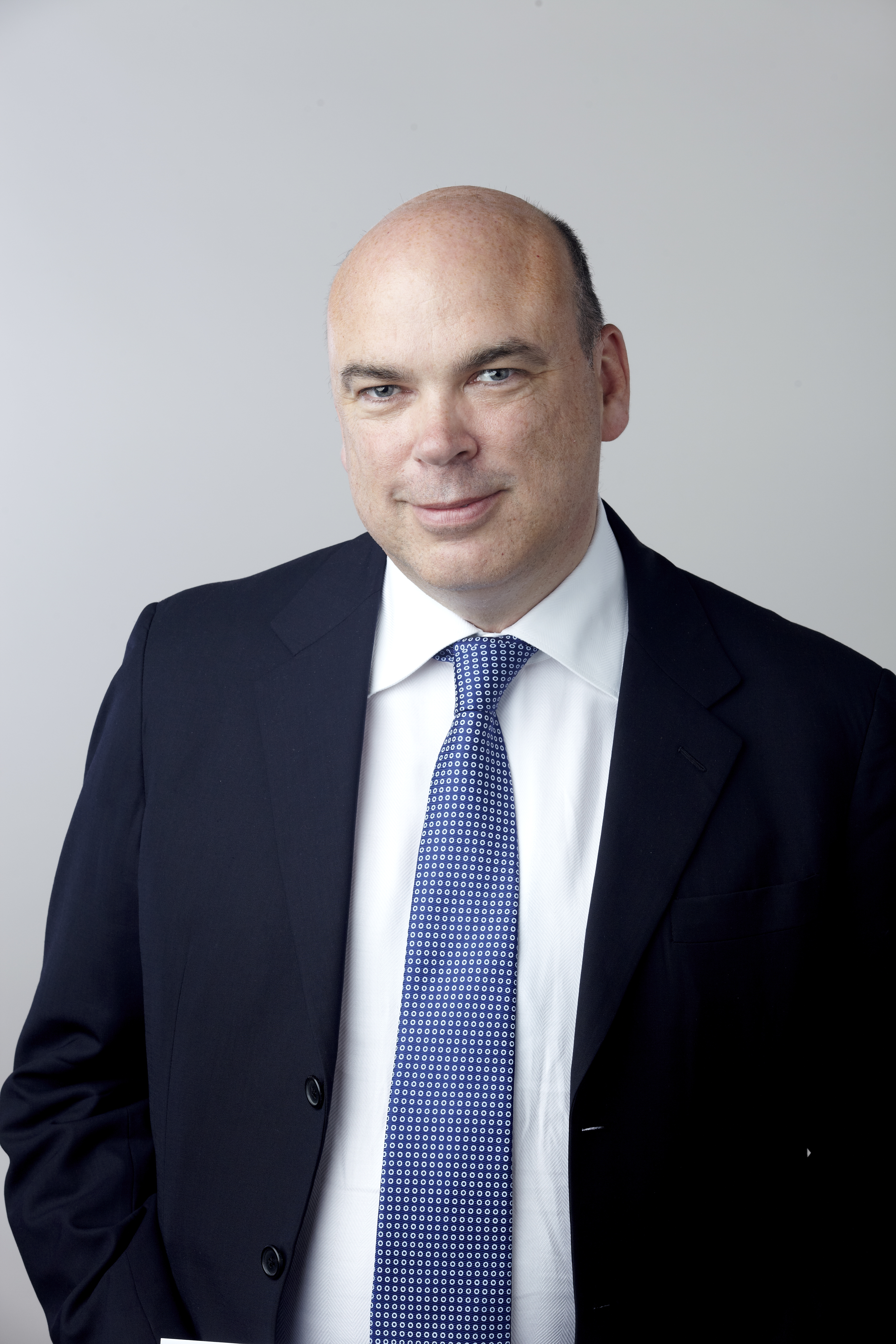
Michael Lynch (2014)

Michael Richard Lynch OBE DL FRS FREng (* 16. Juni 1965 in London, England; † 19. August 2024 vor Sizilien) war ein britischer Technologieunternehmer, bekannt als Mitbegründer der Autonomy Corporation. Lynch war daneben Gründer von Invoke Capital sowie Mitbegründer des Cybersicherheitsunternehmens Darktrace.

## Leben und Karriere
Lynch wurde als irischstämmiges Kind in Ilford in Greater London geboren und wuchs in einfachen Verhältnissen auf. Er war ein fleißiger Schüler mit einer ausgeprägten naturwissenschaftlichen Begabung, gewann ein Stipendium für eine Privatschule und konnte später an der Universität Cambridge Mathematik und Biochemie studieren.
Nach seiner Promotion mit der Arbeit Adaptive techniques in signal processing and connectionist models und einem Post-Doc-Aufenthalt an der Universität Cambridge setzte er seine Forschung im Bereich des Maschinellen Lernens ein, um 1991 das Softwareunternehmen Cambridge Neurodynamics zu gründen, das sich auf computerbasierte Erkennung von Fingerabdrücken spezialisierte und diese Technologie an Polizeikräfte verkaufte. Daraus entstand die von ihm mitgegründete Autonomy Corporation. Er war später auch Gründer von Invoke Capital und Mitbegründer des Cybersicherheitsunternehmens Darktrace, wobei er sich die Mitarbeit ehemaliger Geheimdienstmitarbeiter sicherte und auch weiter mit britischen und US-Geheimdiensten kooperierte. Die von Lynch mit dem Verkaufserlös aus seiner Beteiligung an der Autonomy Corporation gegründete Invoke Capital investierte beispielsweise 2014 in das Schweizer Jungunternehmen Sophia Genetics, das medizinische Daten (insbesondere DNAs) sammelt und auswertet.
Durch seinen frühen unternehmerischen Erfolg im Bereich der künstlichen Intelligenz wurde er in weitere Gremien berufen, so zum Wissenschaftsberater von Premierminister David Cameron und ins Direktorium der BBC.
Lynch verkaufte Autonomy Corporation im Oktober 2011 für elf Milliarden US-Dollar an Hewlett-Packard. Anschließend verlor das Unternehmen rapide über die Hälfte an Wert. Dieses Übernahme-Debakel führte zu Betrugsvorwürfen wegen einer angeblichen Aufblähung der Umsätze und zu einem Zivilprozess im Vereinigten Königreich und letztlich zu Lynchs Auslieferung an die USA, wo er zur Vorbereitung eines Strafverfahrens in Hausarrest kam. Im März 2024 stand er in San Francisco vor Gericht, wurde allerdings im Juni 2024 von der Jury in allen Punkten für nicht schuldig befunden.
Mike Lynchs ebenfalls freigesprochener Geschäftspartner Stephen Chamberlain starb im August 2024 in England, nachdem ihn beim Joggen ein Auto angefahren hatte.
Mike Lynch wurde ab dem 19. August 2024 vermisst. Die Segelyacht der Familie, die Bayesian, sank etwa eine halbe Seemeile (ca. 900 m) vor der Küste Siziliens während eines plötzlich aufgezogenen starken Unwetters. Er hatte auf einer Kreuzfahrt seinen Erfolg im Betrugsprozess mit Menschen, die ihm dabei geholfen hatten, sowie deren Familien feiern wollen. Von den 22 Menschen an Bord ertranken sieben Personen, fünfzehn Personen wurden gerettet.
Zu den Opfern zählen neben Lynch dessen achtzehnjährige Tochter Hannah, der Koch der Yacht, der Bankier Jonathan Bloomer und dessen Ehefrau Judy, der Rechtsanwalt Chris Morvillo, der an Lynchs Freispruch in San Francisco mitarbeitete, und dessen Ehefrau Neda. Die Ehefrau von Mike Lynch, Angela Bacares, überlebte. Seine ältere Tochter, Esme Lynch, war nicht an Bord.
Ermittlern zufolge hatte Lynch stark verschlüsselte Festplatten mit an Bord der Bayesian, auf denen sich Geheimdokumente befanden. Laut CNN hatte Lynch geschäftliche Beziehungen mit britischen, US-amerikanischen und anderen Geheimdiensten und auch die britische Regierungen von Theresa May und David Cameron in Fragen der Cybersicherheit beraten.